# Andy Buckworth
Andy Buckworth (4 de febrero de 1990) es un deportista australiano que compite en ciclismo en la modalidad de BMX estilo libre. Consiguió dos medallas en los X Games.

## Medallero internacional
| \| X Games de Verano \| X Games de Verano \| X Games de Verano \| X Games de Verano \| \| Año \| Lugar \| Medalla \| Prueba \| \| ----------------- \| ---------------------------- \| ----------------- \| ------------------ \| \| 2010 \| Los Ángeles (Estados Unidos) \| Medalla de bronce \| Big air \| \| 2021 \| California (Estados Unidos) \| Medalla de oro \| Dirt – Mejor truco \| |                              |                   |                    |
| X Games de Verano |                              |                   |                    |
| Año | Lugar                        | Medalla           | Prueba             |
| 2010 | Los Ángeles (Estados Unidos) | Medalla de bronce | Big air            |
| 2021 | California (Estados Unidos)  | Medalla de oro    | Dirt – Mejor truco |